# Rohizna (hromada Wołodarka)
Rohizna (ukr. Рогізна) – wieś na Ukrainie, w obwodzie kijowskim, w rejonie białocerkiewskim, nad Rohozą. W 2001 roku liczyła 607 mieszkańców.